# حاتم عسگری
حاتم عسگری (زادهٔ ۹ بهمن ۱۳۱۲) مدرس آواز ایرانی و خواننده اهل ایران است. او از سال ۱۳۵۵ به تدریس آواز و از سال ۱۳۶۲ به جمع‌آوری ردیف‌های آوازی موسیقی ایرانی پرداخت. وی در طول فعالیت‌های هنری خود شاگردان بسیاری را آموزش داده و ردیف‌های آوازی را به انتشار رسانده‌است. مسئولیت بخش پژوهش موسیقی تالار وحدت، مسؤلیت امور پژوهشی موسیقی مذهبی ایران و عضویت در شورای ارزشیابی هنرمندان در وزارت فرهنگ، از جمله سوابق فعالیت‌های هنری او به‌شمار می‌آیند.

## زندگی هنری
حاتم عسگری فراهانی ۹ بهمن ۱۳۱۲ در فراهان متولد شد. او در سال ۱۳۱۹ به همراه خانواده‌اش در تهران ساکن شد. وی از زمان کودکی با موسیقی آشنا شد. پدرش تعزیه خوان بود و با موسیقیدانان آشنایی داشت. حسینعلی خان نکیسا از نخستین استادان او در زمینه آواز ایرانی بود. پس از آن سه دورهٔ متوالی از آموزش‌های میرزا طاهر (ضیاء الذاکرین) بهره برد. در همان زمان نزد «کربلایی علی آقا فراهانی» ضربی‌ها را آموخت. پس از آن به مدت ۲۰ سال از کلاس‌های سلیمان امیرقاسمی بهره جست. او از سال ۱۳۵۵ تدریس آواز را آغاز کرد. ابتدا به فرهنگ و هنر (سابق) راه یافت و ۲ سال در قزوین به تعلیم آواز مشغول بود. پس آن به مجتمع دانشگاهی هنر منتقل شد و از سال ۱۳۶۲ به جمع‌آوری ردیف‌های آوازی پرداخت. او مدت ۲ سال نیز در تالار وحدت مسئول پژوهش موسیقی بود. سپس به دانشگاه تهران انتقال یافت و تا سال ۱۳۸۵ به سمت استادیار دانشگاه تهران در دانشکدهٔ هنرهای زیبا به تعلیم ردیف موسیقی ایران مشغول بود. وی همچنین در مرکز حفظ و اشاعه موسیقی ایرانی نیز به آموزش هنرجویان پرداخته‌است. حاتم عسگری دارای نشان درجه یک هنری از وزارت فرهنگ و ارشاد اسلامی و مدرک دکتری از وزارت فرهنگ و علوم است.

## فعالیت‌های هنری و پژوهشی
- جمع‌آوری ردیف‌های آوازی موسیقی ایرانی از ۱۳۶۲
- مسئول پژوهش موسیقی تالار وحدت
- تدریس در مرکز حفظ و اشاعهٔ موسیقی
- مسئول امور پژوهشی موسیقی مذهبی ایران
- عضو شورای ارزشیابی هنرمندان
- استادیار دانشگاه تهران
- برنامه آموزشی ردیف آوازی رادیو فرهنگ
- ضبط چندین مجلس تعزیه (سازمان میراث فرهنگی)

## تألیفات و آلبوم‌ها
- ردیف جامع آوازی (دستگاه نوا- شامل ۱۰۶ گوشه) همراه با سه تار داریوش صفوت - انتشارات سروش
- ردیف جامع آوازی (دستگاه ماهور-شامل ۱۰۶ گوشه) همراه با سه تار داریوش صفوت - انتشارات دانشگاه هنر
- ردیف آوازی دوره اول همراه با سه تار داریوش صفوت - انتشارات دانشگاه هنر
- «ردیف آوازی، دستگاه نوا» به روایت و اجرای حاتم عسگری سه تار: داریوش صفوت - انتشارات ماهور۱۳۹۳[۴]
- «ردیف آوازی، دستگاه شور» به روایت و اجرای حاتم عسگری سه تار: بهمن کاظمی - انتشارات ماهور ۱۳۹۳[۵]
- «مثنوی در موسیقی دستگاهی ایران» به روایت و اجرای حاتم عسگری - سه تار: بهمن کاظمی - انتشارات ماهور ۱۳۹۳[۶]
- ردیف آوازی - به روایت حاتم عسگری فراهانی - انتشارات ماهور[۷]